# 2021-es Clausura mexikói labdarúgó-bajnokság (első osztály)
A mexikói labdarúgó-bajnokság első osztályának 2021-es Clausura szezonja 18 csapat részvételével 2021. január 8-án kezdődött. A Mexikót különösen súlyosan érintő koronavírus-világjárvány elleni védekezésben részt vevő egészségügyi dolgozók tiszteletére a szezon hivatalosan a Guard1anes 2021 elnevezést kapta: a guardián spanyol szó jelentése „őr(ző), védő”. A járvány miatt a mérkőzések jó részét (főleg a bajnokság elején) zárt kapuk mögött, nézők nélkül játszották, de ahol lehettek nézők, oda is csak csökkentett számban engedték be őket.
A bajnokságot a Cruz Azul nyerte meg, amelynek ez volt a 9. győzelme. A második helyen a Santos Laguna végzett.

## Előzmények
Az előző szezont, a 2020-as Aperturát a Club León nyerte meg. A koronavírus-világjárvány miatt ebben a szezonban szinte az összes mérkőzés zárt kapus volt. A másodosztályba nem esett ki senki, és feljutó sem volt.

## Csapatok
| Csapat                       | Város              | Állam              | Stadion                | Edző (a szezon elején) |
| ---------------------------- | ------------------ | ------------------ | ---------------------- | ---------------------- |
| América                      | Mexikóváros        | Szövetségi kerület | Azteca                 | Santiago Solari        |
| Atlas                        | Guadalajara        | Jalisco            | Jalisco                | Diego Cocca            |
| Cruz Azul                    | Mexikóváros        | Szövetségi Kerület | Azul                   | Juan Reynoso           |
| Guadalajara                  | Guadalajara        | Jalisco            | Omnilife               | Víctor Manuel Vucetich |
| FC Juárez                    | Ciudad Juárez      | Chihuahua          | Benito Juárez          | Luis Fernando Tena     |
| León                         | León               | Guanajuato         | León                   | Ignacio Ambriz         |
| Mazatlán FC                  | Mazatlán           | Sinaloa            | El Kraken              | Tomás Boy              |
| Monterrey                    | Monterrey          | Új-León            | BBVA Bancomer          | Javier Aguirre         |
| Necaxa                       | Aguascalientes     | Aguascalientes     | Victoria               | José Guadalupe Cruz    |
| Pachuca                      | Pachuca de Soto    | Hidalgo            | Hidalgo                | Paulo Pezzolano        |
| Puebla                       | Puebla de Zaragoza | Puebla             | Cuauhtémoc             | Nicolás Larcamón       |
| Pumas (Universidad Nacional) | Mexikóváros        | Szövetségi Kerület | Olímpico Universitario | Andrés Lillini         |
| Querétaro                    | Querétaro          | Querétaro          | Corregidora            | Héctor Altamirano      |
| San Luis                     | San Luis Potosí    | San Luis Potosí    | Alfonso Lastras        | Leonel Rocco           |
| Santos Laguna                | Torreón            | Coahuila           | TSM Corona             | Guillermo Almada       |
| Tigres                       | Monterrey          | Új-León            | Universitario          | Ricardo Ferretti       |
| Tijuana                      | Tijuana            | Alsó-Kalifornia    | Caliente               | Pablo Guede            |
| Toluca                       | Toluca de Lerdo    | México             | Nemesio Díez           | Hernán Cristante       |

## Az alapszakasz végeredménye
Az alapszakasz 18 fordulóból állt, az első négy közvetlenül a rájátszás negyeddöntőjébe jutott, a következő 8 helyezett pedig szintén mérkőzéseket játszott egymással a negyeddöntőbe jutásért úgy, hogy az 5–8. helyezettek hazai pályán, a 9–12. helyezettek idegenben szerepeltek.
| #   | Csapat      | M  | GY | D | V  | G+ – G– | GK  | P  | Megjegyzések |
| --- | ----------- | -- | -- | - | -- | ------- | --- | -- | ------------ |
| 1.  | Cruz Azul   | 17 | 13 | 2 | 2  | 26–11   | +15 | 41 |              |
| 2.  | América     | 17 | 12 | 2 | 3  | 26–14   | +12 | 38 |              |
| 3.  | Puebla      | 17 | 7  | 7 | 3  | 25–14   | +11 | 28 |              |
| 4.  | Monterrey   | 17 | 8  | 4 | 5  | 22–13   | +9  | 28 |              |
| 5.  | Santos      | 17 | 7  | 5 | 5  | 18–13   | +5  | 26 |              |
| 6.  | León        | 17 | 8  | 2 | 7  | 25–23   | +2  | 26 |              |
| 7.  | Atlas       | 17 | 7  | 4 | 6  | 20–15   | +5  | 25 |              |
| 8.  | Pachuca     | 17 | 6  | 5 | 6  | 20–19   | +1  | 23 |              |
| 9.  | Guadalajara | 17 | 5  | 8 | 4  | 21–21   | 0   | 23 |              |
| 10. | Tigres      | 17 | 6  | 5 | 6  | 19–20   | −1  | 23 |              |
| 11. | Toluca      | 17 | 6  | 4 | 7  | 26–24   | +2  | 22 |              |
| 12. | Querétaro   | 17 | 6  | 3 | 8  | 19–25   | −6  | 21 |              |
| 13. | Mazatlán    | 17 | 6  | 3 | 8  | 19–26   | −7  | 21 |              |
| 14. | Tijuana     | 17 | 5  | 5 | 7  | 19–21   | −2  | 20 |              |
| 15. | Pumas       | 17 | 4  | 6 | 7  | 10–12   | −2  | 18 |              |
| 16. | Juárez      | 17 | 4  | 3 | 10 | 13–29   | −16 | 15 |              |
| 17. | San Luis    | 17 | 3  | 3 | 11 | 20–33   | −13 | 12 |              |
| 18. | Necaxa      | 17 | 2  | 5 | 10 | 14–29   | −15 | 11 |              |

Utolsó frissítés: 2021. május 2. 
Forrás: A bajnokság hivatalos honlapja 
A rangsorolás alapszabályai: 1. összpontszám, 2. egymás elleni eredmények összpontszáma, 3. gólkülönbség, 4. szerzett gólok száma.
(B): Bajnokcsapat, (K): Kieső csapat, (F): Feljutó csapat, (I): Kupainduló, (R): A rájátszás győztese, (KGY): Kupagyőztes

## Rájátszás
A döntő kivételével az a szabály, hogy ha a két meccs összesítve döntetlen, és az idegenbeli gól is egyenlő, akkor nincs hosszabbítás és tizenegyespárbaj, hanem az a csapat jut tovább, amelyik az alapszakaszban jobb helyen végzett.

### Mérkőzések a negyeddöntőbe jutásért
| Dátum (mexikói idő) | Mérkőzés              | Eredmény  |
| ------------------- | --------------------- | --------- |
| 2021. május 8.      | Atlas – Tigres        | 1–0       |
| 2021. május 8.      | Santos – Querétaro    | 5–0       |
| 2021. május 9.      | León – Toluca         | 2–2 (2–4) |
| 2021. május 9.      | Pachuca – Guadalajara | 4–2       |

A negyeddöntők első mérkőzéseit május 12-én és 13-án, a visszavágókat 15-én és 16-án játszották, az elődöntőkre május 19-én, 20-án, 22-én és 23-án került sor. A döntő első mérkőzése május 27-én, a visszavágó 30-án volt.
|  | Negyeddöntők  | Negyeddöntők  | Negyeddöntők | Negyeddöntők | Negyeddöntők |   |               | Elődöntők     | Elődöntők | Elődöntők | Elődöntők | Elődöntők |  |  | Döntő | Döntő | Döntő | Döntő | Döntő |  |
|  |               |               |              |              |              |   |               |               |           |           |           |           |  |  |       |       |       |       |       |  |
|  | Santos Laguna | Santos Laguna | 2            | 1            | 3            |   |               |               |           |           |           |           |  |  |       |       |       |       |       |  |
|  | Santos Laguna | Santos Laguna | 2            | 1            | 3            |   |               |               |           |           |           |           |  |  |       |       |       |       |       |  |
|  | Monterrey     | Monterrey     | 1            | 1            | 2            |   |               |               |           |           |           |           |  |  |       |       |       |       |       |  |
|  | Monterrey     | Monterrey     | 1            | 1            | 2            |   | Santos Laguna | Santos Laguna | 3         | 0         | 3         |           |  |  |       |       |       |       |       |  |
|  |               |               |              |              |              |   | Santos Laguna | Santos Laguna | 3         | 0         | 3         |           |  |  |       |       |       |       |       |  |
|  |               |               | Puebla       | Puebla       | 0            | 1 | 1             |               |           |           |           |           |  |  |       |       |       |       |       |  |
|  | Atlas         | Atlas         | Puebla       | Puebla       | 0            | 1 | 1             | 1             | 0         | 1         |           |           |  |  |       |       |       |       |       |  |
|  | Atlas         | Atlas         |              |              |              |   |               |               |           | 1         |           |           |  |  |       |       |       |       |       |  |
|  | Puebla        | Puebla        | 0            | 1            | 1            |   |               |               |           |           |           |           |  |  |       |       |       |       |       |  |
|  | Puebla        | Puebla        | 0            | 1            | 1            |   | Santos Laguna | Santos Laguna | 0         | 1         | 1         |           |  |  |       |       |       |       |       |  |
|  |               |               |              |              |              |   |               |               |           |           |           |           |  |  |       |       |       |       |       |  |
|  |               |               | Cruz Azul    | Cruz Azul    | 1            | 1 | 2             |               |           |           |           |           |  |  |       |       |       |       |       |  |
|  | Pachuca       | Pachuca       | Cruz Azul    | Cruz Azul    | 1            | 1 | 2             | 3             | 2         | 5         |           |           |  |  |       |       |       |       |       |  |
|  | Pachuca       | Pachuca       |              |              |              |   |               |               |           | 5         |           |           |  |  |       |       |       |       |       |  |
|  | América       | América       | 1            | 4            | 5            |   |               |               |           |           |           |           |  |  |       |       |       |       |       |  |
|  | América       | América       | 1            | 4            | 5            |   | Pachuca       | Pachuca       | 0         | 0         | 0         |           |  |  |       |       |       |       |       |  |
|  |               |               |              |              |              |   | Pachuca       | Pachuca       | 0         | 0         | 0         |           |  |  |       |       |       |       |       |  |
|  |               |               | Cruz Azul    | Cruz Azul    | 0            | 1 | 1             |               |           |           |           |           |  |  |       |       |       |       |       |  |
|  | Toluca        | Toluca        | Cruz Azul    | Cruz Azul    | 0            | 1 | 1             | 2             | 1         | 3         |           |           |  |  |       |       |       |       |       |  |
|  | Toluca        | Toluca        |              |              |              |   |               |               |           | 3         |           |           |  |  |       |       |       |       |       |  |
|  | Cruz Azul     | Cruz Azul     | 1            | 3            | 4            |   |               |               |           |           |           |           |  |  |       |       |       |       |       |  |

## Együttható-táblázat
Az együttható-táblázat a csapatok (a jelenlegit is beleszámítva) utolsó hat első osztályú szezonjának alapszakaszában elért pontok átlagát tartalmazza négy tizedesre kerekítve, de ha egy csapat időközben volt másodosztályú is, akkor az az előtti időszak eredményei nincsenek benne. Mivel a kettővel ezt megelőző szezon félbeszakadt, és számos mérkőzést nem játszottak le, ezért az a döntés született, hogy ebben (és az előző) szezonban azok a mérkőzések, amelyek az előzőleg elmaradt meccseknek felelnek meg (azonos ellenfél ellen, azonos pályán, a Morelia helyett a Mazatlánnal számolva), dupla súllyal számítottak bele az együtthatóba. Ebben a szezonban 30 ilyen mérkőzés volt
Mivel ideiglenesen az a szabály is érvényben van, hogy nem lehet kiesni a másodosztályba, ezért a szezon végén az együttható-táblázat utolsó három helyezettje a kiesés helyett jelentős pénzösszeg befizetésére lesz kötelezve, a pénzt pedig a másodosztályú csapatok fejlesztésére fordítják. Az utolsó helyezett 120, az utolsó előtti 70, az azelőtti csapat pedig 50 millió pesót lesz köteles befizetni, az utolsó helyezett csapat együtthatója pedig az azt követő szezonra lenullázódik.
| Csapat      | Összpontszám | Mérkőzések | Együttható |
| ----------- | ------------ | ---------- | ---------- |
| América     | 197          | 103        | 1,9126     |
| Cruz Azul   | 194          | 103        | 1,8835     |
| León        | 187          | 103        | 1,8155     |
| Tigres      | 177          | 103        | 1,7184     |
| Santos      | 169          | 103        | 1,6408     |
| Monterrey   | 158          | 103        | 1,5340     |
| Pumas       | 154          | 103        | 1,4951     |
| Pachuca     | 147          | 103        | 1,4272     |
| Guadalajara | 137          | 103        | 1,3301     |
| Puebla      | 134          | 103        | 1,3010     |
| Toluca      | 128          | 103        | 1,2427     |
| Querétaro   | 126          | 103        | 1,2233     |
| Necaxa      | 123          | 103        | 1,1942     |
| Mazatlán    | 120          | 103        | 1,1650     |
| Tijuana     | 120          | 103        | 1,1650     |
| Juárez      | 112          | 103        | 1,0874     |
| Atlas       | 106          | 103        | 1,0291     |
| San Luis    | 64           | 69         | 0,9275     |

## Eredmények

### Alapszakasz

#### Fordulónként
Csillaggal azok a mérkőzések vannak jelölve, amelyek duplán számítanak bele az együtthatószámításba.

##### 1. forduló
| Dátum (mexikói idő) | Mérkőzés             | Eredmény |
| ------------------- | -------------------- | -------- |
| 2021. január 8.     | Puebla – Guadalajara | 1–1      |
| 2021. január 8.     | Tijuana – Pumas      | 0–0      |
| 2021. január 8.     | Mazatlán – Necaxa    | 3–2      |
| 2021. január 9.     | Atlas – Monterrey*   | 0–2      |
| 2021. január 9.     | Tigres – León        | 2–0      |
| 2021. január 9.     | América – San Luis*  | 2–1      |
| 2021. január 10.    | Toluca – Querétaro   | 3–1      |
| 2021. január 10.    | Santos – Cruz Azul   | 1–0      |
| 2021. január 11.    | Pachuca – Juárez     | 1–1      |

##### 2. forduló
| Dátum (mexikói idő) | Mérkőzés             | Eredmény |
| ------------------- | -------------------- | -------- |
| 2021. január 15.    | Necaxa – San Luis    | 1–0      |
| 2021. január 15.    | Juárez – Tijuana     | 0–0      |
| 2021. január 16.    | Guadalajara – Toluca | 1–1      |
| 2021. január 16.    | Cruz Azul – Puebla   | 0–1      |
| 2021. január 16.    | Monterrey – América  | 1–0      |
| 2021. január 17.    | Pumas – Mazatlán     | 3–0      |
| 2021. január 17.    | Santos – Tigres      | 2–0      |
| 2021. január 17.    | Querétaro – Atlas*   | 1–0      |
| 2021. január 18.    | León – Pachuca       | 0–0      |

##### 3. forduló
| Dátum (mexikói idő) | Mérkőzés               | Eredmény |
| ------------------- | ---------------------- | -------- |
| 2021. január 21.    | San Luis – Guadalajara | 3–1      |
| 2021. január 22.    | Puebla – Tijuana       | 0–1      |
| 2021. január 22.    | Mazatlán – Santos      | 0–0      |
| 2021. január 23.    | Atlas – Tigres         | 0–2      |
| 2021. január 24.    | Toluca – Necaxa        | 2–0      |
| 2021. január 24.    | Querétaro – Pumas      | 2–0      |
| 2021. január 25.    | Pachuca – Cruz Azul    | 0–1      |
| 2021. január 26.    | América – Juárez       | 2–0      |
| 2021. március 10.   | Monterrey – León       | 1–1      |

##### 4. forduló
| Dátum (mexikói idő) | Mérkőzés               | Eredmény |
| ------------------- | ---------------------- | -------- |
| 2021. január 28.    | Tigres – Necaxa        | 1–1      |
| 2021. január 29.    | Mazatlán – Pachuca*    | 1–0      |
| 2021. január 30.    | Guadalajara – Juárez   | 1–2      |
| 2021. január 30.    | Cruz Azul – Querétaro* | 4–1      |
| 2021. január 30.    | Tijuana – Toluca       | 3–2      |
| 2021. január 31.    | Pumas – Atlas          | 0–0      |
| 2021. január 31.    | Santos – América*      | 1–1      |
| 2021. február 1.    | León – San Luis        | 3–1      |
| 2021. február 2.    | Puebla – Monterrey*    | 0–0      |

##### 5. forduló
| Dátum (mexikói idő) | Mérkőzés            | Eredmény |
| ------------------- | ------------------- | -------- |
| 2021. február 4.    | San Luis – Tijuana  | 2–2      |
| 2021. február 4.    | Querétaro – Pachuca | 3–1      |
| 2021. február 5.    | Necaxa – Cruz Azul  | 0–2      |
| 2021. február 6.    | Atlas – Santos      | 1–1      |
| 2021. február 6.    | América – Puebla    | 1–0      |
| 2021. február 6.    | Monterrey – Pumas   | 1–0      |
| 2021. február 7.    | Toluca – Mazatlán   | 4–1      |
| 2021. február 8.    | León – Guadalajara  | 1–3      |
| 2021. április 14.   | Juárez – Tigres     | 2–3      |

##### 6. forduló
| Dátum (mexikói idő) | Mérkőzés             | Eredmény |
| ------------------- | -------------------- | -------- |
| 2021. február 12.   | Puebla – Juárez      | 4–0      |
| 2021. február 12.   | Tijuana – León       | 2–0      |
| 2021. február 12.   | Mazatlán – San Luis* | 0–3      |
| 2021. február 13.   | Guadalajara – Necaxa | 2–2      |
| 2021. február 13.   | América – Querétaro  | 2–1      |
| 2021. február 14.   | Toluca – Pumas       | 1–0      |
| 2021. február 14.   | Santos – Monterrey   | 1–0      |
| 2021. február 15.   | Pachuca – Atlas      | 0–1      |
| 2021. február 17.   | Tigres – Cruz Azul   | 0–2      |

##### 7. forduló
Az Atlas–América mérkőzés a pályán 0–2-es vendéggyőzelemmel zárult, ám utólag a végeredményt 3–0-ra változtatták a hazai csapat javára, mivel kiderült, hogy az Américában jogosulatlanul szerepeltették Federico Viñast.
| Dátum (mexikói idő) | Mérkőzés              | Eredmény |
| ------------------- | --------------------- | -------- |
| 2021. február 18.   | San Luis – Santos     | 1–0      |
| 2021. február 19.   | Necaxa – Monterrey    | 1–1      |
| 2021. február 19.   | Juárez – Mazatlán     | 1–0      |
| 2021. február 20.   | Cruz Azul – Toluca    | 3–2      |
| 2021. február 20.   | Atlas – América       | 3–0      |
| 2021. február 21.   | Pumas – León          | 0–1      |
| 2021. február 21.   | Querétaro – Puebla    | 1–1      |
| 2021. február 21.   | Tigres – Tijuana*     | 3–2      |
| 2021. február 22.   | Pachuca – Guadalajara | 1–1      |

##### 8. forduló
| Dátum (mexikói idő) | Mérkőzés             | Eredmény |
| ------------------- | -------------------- | -------- |
| 2021. február 25.   | San Luis – Tigres    | 2–2      |
| 2021. február 26.   | Puebla – Necaxa      | 1–0      |
| 2021. február 26.   | Mazatlán – Querétaro | 3–0      |
| 2021. február 27.   | Toluca – Atlas       | 0–0      |
| 2021. február 27.   | América – Pachuca    | 2–0      |
| 2021. február 27.   | León – Cruz Azul*    | 0–1      |
| 2021. február 28.   | Monterrey – Tijuana* | 1–1      |
| 2021. február 28.   | Santos – Juárez      | 3–2      |
| 2021. február 28.   | Guadalajara – Pumas  | 2–1      |

##### 9. forduló
| Dátum (mexikói idő) | Mérkőzés                 | Eredmény |
| ------------------- | ------------------------ | -------- |
| 2021. március 2.    | Atlas – San Luis         | 3–1      |
| 2021. március 2.    | Tigres – Toluca          | 0–1      |
| 2021. március 2.    | León – Puebla*           | 1–2      |
| 2021. március 3.    | Querétaro – Guadalajara* | 2–2      |
| 2021. március 3.    | Juárez – Monterrey       | 1–6      |
| 2021. március 3.    | Cruz Azul – Mazatlán     | 1–0      |
| 2021. március 3.    | Tijuana – América        | 0–2      |
| 2021. március 4.    | Necaxa – Pachuca         | 2–2      |
| 2021. március 4.    | Pumas – Santos           | 1–0      |

##### 10. forduló
| Dátum (mexikói idő) | Mérkőzés               | Eredmény |
| ------------------- | ---------------------- | -------- |
| 2021. március 5.    | San Luis – Toluca*     | 0–0      |
| 2021. március 5.    | Puebla – Tigres        | 1–1      |
| 2021. március 6.    | Atlas – Juárez         | 2–0      |
| 2021. március 6.    | América – León*        | 2–1      |
| 2021. március 6.    | Monterrey – Querétaro  | 2–1      |
| 2021. március 6.    | Mazatlán – Guadalajara | 1–1      |
| 2021. március 7.    | Santos – Necaxa        | 3–1      |
| 2021. március 7.    | Pumas – Cruz Azul      | 0–1      |
| 2021. március 8.    | Pachuca – Tijuana      | 2–1      |

##### 11. forduló
| Dátum (mexikói idő) | Mérkőzés               | Eredmény |
| ------------------- | ---------------------- | -------- |
| 2021. március 12.   | Puebla – Atlas         | 0–1      |
| 2021. március 12.   | Juárez – Pumas         | 1–1      |
| 2021. március 13.   | Tigres – Mazatlán      | 1–2      |
| 2021. március 13.   | Cruz Azul – Monterrey  | 1–0      |
| 2021. március 13.   | Tijuana – Santos       | 0–1      |
| 2021. március 14.   | Toluca – Pachuca       | 0–2      |
| 2021. március 14.   | Querétaro – San Luis   | 2–1      |
| 2021. március 14.   | Guadalajara – América* | 0–3      |
| 2021. március 15.   | León – Necaxa          | 3–1      |

##### 12. forduló
| Dátum (mexikói idő) | Mérkőzés                | Eredmény |
| ------------------- | ----------------------- | -------- |
| 2021. március 18.   | Pachuca – Tigres        | 1–0      |
| 2021. március 19.   | Necaxa – Juárez         | 1–0      |
| 2021. március 19.   | Mazatlán – América*     | 0–1      |
| 2021. március 20.   | San Luis – Pumas        | 0–1      |
| 2021. március 20.   | Cruz Azul – Atlas       | 3–2      |
| 2021. március 20.   | Tijuana – Querétaro     | 3–1      |
| 2021. március 21.   | Toluca – Puebla         | 4–4      |
| 2021. március 21.   | Santos – León           | 1–2      |
| 2021. április 21.   | Monterrey – Guadalajara | 1–2      |

##### 13. forduló
| Dátum (mexikói idő) | Mérkőzés              | Eredmény |
| ------------------- | --------------------- | -------- |
| 2021. április 2.    | Puebla – Mazatlán*    | 3–1      |
| 2021. április 2.    | Juárez – Cruz Azul*   | 0–1      |
| 2021. április 3.    | Atlas – Tijuana       | 1–0      |
| 2021. április 3.    | América – Necaxa      | 2–1      |
| 2021. április 3.    | Monterrey – San Luis  | 2–0      |
| 2021. április 4.    | Pumas – Pachuca       | 2–2      |
| 2021. április 4.    | Guadalajara – Santos* | 1–1      |
| 2021. április 4.    | Querétaro – Tigres    | 0–1      |
| 2021. április 4.    | León – Toluca         | 2–1      |

##### 14. forduló
| Dátum (mexikói idő) | Mérkőzés                | Eredmény |
| ------------------- | ----------------------- | -------- |
| 2021. április 9.    | Necaxa – Pumas*         | 0–1      |
| 2021. április 9.    | Juárez – San Luis       | 2–1      |
| 2021. április 10.   | Atlas – León*           | 1–3      |
| 2021. április 10.   | Cruz Azul – Guadalajara | 1–0      |
| 2021. április 10.   | Tigres – América        | 1–3      |
| 2021. április 11.   | Toluca – Monterrey      | 1–2      |
| 2021. április 11.   | Querétaro – Santos*     | 1–0      |
| 2021. április 11.   | Tijuana – Mazatlán      | 2–3      |
| 2021. április 12.   | Pachuca – Puebla        | 1–3      |

##### 15. forduló
| Dátum (mexikói idő) | Mérkőzés              | Eredmény |
| ------------------- | --------------------- | -------- |
| 2021. április 16.   | Necaxa – Querétaro    | 0–0      |
| 2021. április 16.   | Mazatlán – Atlas      | 0–0      |
| 2021. április 17.   | San Luis – Puebla     | 1–4      |
| 2021. április 17.   | Guadalajara – Tijuana | 2–0      |
| 2021. április 17.   | América – Cruz Azul   | 1–1      |
| 2021. április 18.   | Pumas – Tigres        | 0–0      |
| 2021. április 18.   | Santos – Toluca*      | 3–1      |
| 2021. április 18.   | Monterrey – Pachuca*  | 0–1      |
| 2021. április 19.   | León – Juárez         | 2–0      |

##### 16. forduló
| Dátum (mexikói idő) | Mérkőzés             | Eredmény |
| ------------------- | -------------------- | -------- |
| 2021. április 23.   | Puebla – Pumas       | 0–0      |
| 2021. április 23.   | Tijuana – Necaxa*    | 1–0      |
| 2021. április 23.   | Mazatlán – León      | 4–3      |
| 2021. április 24.   | Cruz Azul – San Luis | 3–2      |
| 2021. április 24.   | Atlas – Guadalajara  | 0–1      |
| 2021. április 24.   | Tigres – Monterrey*  | 2–1      |
| 2021. április 25.   | Toluca – América     | 3–1      |
| 2021. április 25.   | Querétaro – Juárez*  | 1–0      |
| 2021. április 26.   | Pachuca – Santos     | 1–0      |

##### 17. forduló
| Dátum (mexikói idő) | Mérkőzés             | Eredmény |
| ------------------- | -------------------- | -------- |
| 2021. április 29.   | San Luis – Pachuca*  | 1–5      |
| 2021. április 30.   | Necaxa – Atlas*      | 1–5      |
| 2021. április 30.   | Juárez – Toluca      | 1–0      |
| 2021. május 1.      | Guadalajara – Tigres | 0–0      |
| 2021. május 1.      | León – Querétaro     | 2–1      |
| 2021. május 1.      | Cruz Azul – Tijuana  | 1–1      |
| 2021. május 1.      | Monterrey – Mazatlán | 1–0      |
| 2021. május 2.      | Santos – Puebla      | 0–0      |
| 2021. május 2.      | Pumas – América      | 0–1      |

#### Kereszttábla
| Hazai \ Vendég1 | AMÉ | ATL | CRZ | GUA | JUÁ | LEÓ | MAZ | MTY | NEC | PAC | PUE | PUM | QUE | SLU | SAN | TIG | TIJ | TOL |
| América         |     |     | 1–1 |     | 2–0 | 2–1 |     |     | 2–1 | 2–0 | 1–0 |     | 2–1 | 2–1 |     |     |     |     |
| Atlas           | 3–0 |     |     | 0–1 | 2–0 | 1–3 |     | 0–2 |     |     |     |     |     | 3–1 | 1–1 | 0–2 | 1–0 |     |
| Cruz Azul       |     | 3–2 |     | 1–0 |     |     | 1–0 | 1–0 |     |     | 0–1 |     | 4–1 | 3–2 |     |     | 1–1 | 3–2 |
| Guadalajara     | 0–3 |     |     |     | 1–2 |     |     |     | 2–2 |     |     | 2–1 |     |     | 1–1 | 0–0 | 2–0 | 1–1 |
| Juárez          |     |     | 0–1 |     |     |     | 1–0 | 1–6 |     |     |     | 1–1 |     | 2–1 |     | 2–3 | 0–0 | 1–0 |
| León            |     |     | 0–1 | 1–3 | 2–0 |     |     |     | 3–1 | 0–0 | 1–2 |     | 2–1 | 3–1 |     |     |     | 2–1 |
| Mazatlán        | 0–1 | 0–0 |     | 1–1 |     | 4–3 |     |     | 3–2 | 1–0 |     |     | 3–0 | 0–3 | 0–0 |     |     |     |
| Monterrey       | 1–0 |     |     | 1–2 |     | 1–1 | 1–0 |     |     | 0–1 |     | 1–0 | 2–1 | 2–0 |     |     | 1–1 |     |
| Necaxa          |     | 1–5 | 0–2 |     | 1–0 |     |     | 1–1 |     | 2–2 |     | 0–1 | 0–0 | 1–0 |     |     |     |     |
| Pachuca         |     | 0–1 | 0–1 | 1–1 | 1–1 |     |     |     |     |     | 1–3 |     |     |     | 1–0 | 1–0 | 2–1 |     |
| Puebla          |     | 0–1 |     | 1–1 | 4–0 |     | 3–1 | 0–0 | 1–0 |     |     | 0–0 |     |     |     | 1–1 | 0–1 |     |
| Pumas           | 0–1 | 0–0 | 0–1 |     |     | 0–1 | 3–0 |     |     | 2–2 |     |     |     |     | 1–0 | 0–0 |     |     |
| Querétaro       |     | 1–0 |     | 2–2 | 1–0 |     |     |     |     | 3–1 | 1–1 | 2–0 |     | 2–1 | 1–0 | 0–1 |     |     |
| San Luis        |     |     |     | 3–1 |     |     |     |     |     | 1–5 | 1–4 | 0–1 |     |     | 1–0 | 2–2 | 2–2 | 0–0 |
| Santos          | 1–1 |     | 1–0 |     | 3–2 | 1–2 |     | 1–0 | 3–1 |     | 0–0 |     |     |     |     | 2–0 |     | 3–1 |
| Tigres          | 1–3 |     | 0–2 |     |     | 2–0 | 1–2 | 2–1 | 1–1 |     |     |     |     |     |     |     | 3–2 | 0–1 |
| Tijuana         | 0–2 |     |     |     |     | 2–0 | 2–3 |     | 1–0 |     |     | 0–0 | 3–1 |     | 0–1 |     |     | 3–2 |
| Toluca          | 3–1 | 0–0 |     |     |     |     | 4–1 | 1–2 | 2–0 | 0–2 | 4–4 | 1–0 | 3–1 |     |     |     |     |     |

Utolsó felvett mérkőzés dátuma: 2021. május 2. 
Forrás: A bajnokság hivatalos honlapja 
1A hazai csapatok a bal oldali oszlopban szerepelnek.
Színek: Zöld = hazai győzelem; Sárga = döntetlen; Piros = vendéggyőzelem.
 

## Góllövőlista
Az alábbi lista a legalább 4 gólt szerző játékosokat tartalmazza.
- 14 gólos:
  -  Alexis Canelo (Toluca)
- 11 gólos:
  -  Jonathan Rodríguez (Cruz Azul)
- 10 gólos:
  -  Santiago Ormeño (Puebla)
  -  Nicolás Ibáñez (San Luis)
- 9 gólos:
  -  Rogelio Funes Mori (Monterrey)

8 gólos:
- -  Ángel Mena (León)
  -  Eduardo Daniel Aguirre (Santos)
  -  Fidel Martínez (Tijuana)
- 7 gólos:
  -  Henry Martín (América)
  -  Víctor Dávila (León)
  -  Michael Estrada (Toluca)
- 6 gólos:
  -  Roger Martínez (América)
  -  José Juan Macías (Guadalajara)
  -  Roberto de la Rosa (Pachuca)
  -  Ángel Sepúlveda (Querétaro)
  -  Nicolás Federico López (Tigres)
- 5 gólos:
  -  Darío Lezcano (Juárez)
  -  Camilo Sanvezzo (Mazatlán)
  -  Maximiliano Meza (Monterrey)
  -  Vincent Janssen (Monterrey)
  -  Mauro Manotas (Tijuana)
- 4 gólos:
  -  Jairo Torres (Atlas)
  -  Michael Rangel (Mazatlán)
  -  Erick Daniel Sánchez (Pachuca)
  -  Daniel Álvarez López (Puebla)
  -  Juan Ignacio Dinenno (Pumas)
  -  Carlos González Espínola (Tigres)

## Sportszerűségi táblázat
A következő táblázat a csapatok játékosai által az alapszakasz során kapott lapokat tartalmazza. Egy kiállítást nem érő sárga lapért 1, egy kiállításért 3 pont jár. A csapatok növekvő pontsorrendben szerepelnek, így az első helyezett a legsportszerűbb közülük. Ha több csapat pontszáma, gólkülönbsége, összes és idegenben rúgott góljainak száma és a klubok együtthatója is egyenlő, egymás elleni eredményük pedig döntetlen, akkor helyezésüket a sportszerűségi táblázat alapján döntik el.
| Csapat         | Sárga lap | sárga lap · 2. sárga lap · kiállítva | kiállítva | Pontszám |
| -------------- | --------- | ------------------------------------ | --------- | -------- |
| CD Guadalajara | 20        | 0                                    | 1         | 23       |
| América        | 19        | 0                                    | 2         | 25       |
| Cruz Azul      | 30        | 0                                    | 1         | 33       |
| Santos Laguna  | 31        | 0                                    | 1         | 34       |
| Pumas          | 35        | 0                                    | 1         | 38       |
| Tigres         | 23        | 2                                    | 3         | 38       |
| Necaxa         | 33        | 1                                    | 1         | 39       |
| Pachuca        | 26        | 1                                    | 4         | 41       |
| León           | 36        | 0                                    | 2         | 42       |
| Querétaro      | 33        | 0                                    | 3         | 42       |
| Atlas          | 31        | 1                                    | 3         | 43       |
| Puebla         | 31        | 3                                    | 1         | 43       |
| Monterrey      | 33        | 2                                    | 2         | 45       |
| Tijuana        | 39        | 1                                    | 2         | 48       |
| Mazatlán       | 39        | 1                                    | 2         | 48       |
| Juárez         | 42        | 0                                    | 2         | 48       |
| Toluca         | 40        | 1                                    | 2         | 49       |
| San Luis       | 43        | 0                                    | 5         | 58       |